# Apateism
Apateism (portmanteau av apati och teism/ateism), även kallat praktisk ateism, är att agera med apati eller brist på intresse på frågan om tro, eller icke-tro, på en gud.